# D 412 (Türkei)
Die Straße D 412 (Devlet yolu 412) ist eine 31 km lange Straße in der Türkei. Sie verbindet ausgehend von der D 817 Dörtyol mit Hassa an der  D 825. Nördlich von Hassa führt die D 410 weiter nach Osten bis Kilis.